# Габріела Драгой
Габріела Драгой (рум. Gabriela Drăgoi, 28 серпня 1992) — румунська гімнастка, олімпійська медалістка.

## Виступи на Олімпіадах
| Олімпіада  | Дисципліна        | Місце             |
| ---------- | ----------------- | ----------------- |
| Пекін 2008 | вільні врави      | 38 (кваліфікація) |
| Пекін 2008 | різновисокі бруси | 53 (кваліфікація) |
| Пекін 2008 | колода            | 5                 |
| Пекін 2008 | абсолютний залік  | 66 (кваліфікація) |
| Пекін 2008 | командний залік   | 3                 |